# Palazzo Della Porta
Il palazzo Della Porta è un palazzo storico di Napoli, situato in via Toledo, nel quartiere Montecalvario.
Nel 1546 i monaci di Monteoliveto cedettero un terreno che apparteneva a loro sin dal 1527 a Francesco Della Porta che cominciò a costruirvi un palazzo.
Nel 1569, completati i lavori di costruzione, il palazzo passò in eredità al figlio di Francesco, Giambattista Della Porta, filosofo e letterato di notevole fama, la cui presenza è ricordata da un'epigrafe posta all'esterno del palazzo.
Fu proprietà dei Della Porta fino al 1766, quando Francesco Maria De Costanzo, discendente di Cinzia della Porta, figlia di Giambattista, lasciò i suoi averi alla cappella del Tesoro di san Gennaro della quale faceva parte essendone uno dei deputati.
Lo stemma marmoreo dei De Costanzo è ancora conservato sul portale del palazzo, fungendo da chiave di volta.
Sulla facciata dell'edificio è presente anche un'epigrafe, posta dal comune di Napoli, a perenne memoria del sen. Giuseppe Mirabelli, che in questo palazzo risiedette sino alla morte nel 1901.
Alcuni ambienti del secondo piano sono impreziositi da affreschi e dipinti sovrapporta ottocenteschi.